# Milt Kahl
Milton Erwin Kahl, detto Milt (San Francisco, 22 marzo 1909 – Mill Valley, 19 aprile 1987), è stato un animatore statunitense, membro dei Nine Old Men. Iniziò nel 1934 lavorando al primo lungometraggio d'animazione della Disney Biancaneve e i sette nani, nonché primo lungometraggio a cartoni animati della storia, e fu uno dei principali animatori dei Classici Disney fino al 1977 con l'uscita di Le avventure di Bianca e Bernie.
Fra gli altri personaggi della Disney che ha animato durante la sua lunga carriera vi sono Pinocchio nell'omonimo film, Peter Pan nel film omonimo, Shere Khan in Il libro della giungla, il maggiordomo Edgar in Gli Aristogatti e lo Sceriffo di Nottingham in Robin Hood.

## Famiglia
Milt Kahl nacque a San Francisco da Erwin (un barista) e Grace Kahl, che dopo Milton Erwin Kahl ebbero due figlie: Marion Kahl e Gladys Kahl.
Si sposò tre volte ed ebbe due figli.